# سرگروه (زبان‌شناسی)
در زبان‌شناسی، سرگروه (به انگلیسی: head) یا هسته (به انگلیسی: nucleus) برای یک گروه (عبارت)، واژه‌ای است که تعیین کننده ی رده نحوی آن گروه است. برای مثال، سرگروه گروه اسمی «آب گرم درحال جوش»، اسم «آب» است.
به صورت مشابه، سرگروه یک ترکیب، ستاک (بن یا ریشه) ای است که تعیین کننده رده معنایی آن ترکیب است. برای مثال، سرگروه ترکیب اسمی «کیف‌دستی»، واژه «کیف» است، زیرا کیف‌دستی یک کیف است و نه یک دست.
عناصر دیگر یک گروه یا ترکیب، سرگروه را اصلاح می کنند. از این رو این عناصر وابسته‌های سرگروه اند.
گروه‌ها و ترکیب‌های سرگروه دار، مرکزدرون (endocentric) نام دارند، درحالیکه گروه‌ها و ترکیب‌های مرکزبرون(exocentric) (بدون سرگروه) اگر موجود باشند، سرگروه ندارند.
اهمیت اصلی سرگروه‌ها در تعیین جهت شاخه‌بندی (Branching) است:
- گروه‌هایی که سرگروه آن‌ها در ابتدا قرار دارد، راست شاخه اند.
- گروه‌هایی که سرگروه آن‌ها در آخر است، چپ شاخه اند.
- گروه‌هایی که سرگروه آن‌ها در وسط قرار دارد، ترکیبی از شاخه‌بندی راست و چپ اند.

## مثال
گروه های زیر را تصور کنید:
- big red dog
  - کلمه dog سرگروه big red dog  است زیرا تعیین می کند که گروه یک گروه اسمی است، نه یک گروه توصیفی.
  - به دلیل آنکه صفت های big و red این اسم سرگروه را اصلاح می کنند، وابسته های آن می باشند.

- birdsong
  - در ترکیب اسمی birdsong، ریشه song سرگروه است زیرا تعیین کننده ی معنی اصلی ترکیب است.
  - ریشه bird اصلاح کننده معنی آن است، و بنابراین به song وابسته است. birdsong نوعی song است، نه نوعی bird.

- برعکس songbird نوعی bird است، زیرا ریشه bird سرگروه این ترکیب است.

## راه‌کار شناسایی
سرگروه‌های گروه ها می توانند از طریق آزمون سازه (constituency tests) تعیین گردند.
- برای مثال، جایگزینی یک واژه منفرد در محل گروه big red dog نیازمند آن است که جایگزین شونده یک اسم(یا ضمیر) باشد و نه یک صفت.